# بيرت روبنسون (لاعب كرة قدم أسترالية)
بيرت روبنسون (بالإنجليزية: Bert Robinson)‏ هو لاعب كرة قدم أسترالية أسترالي، ولد في 17 يونيو 1878 في كينغستون في أستراليا، وتوفي في 21 مارس 1901 في بالارات في أستراليا.

## وصلات خارجية
- بيرت روبنسون على موقع AustralianFootball.com (الإنجليزية)
- بيرت روبنسون على موقع AFLtables.com (الإنجليزية)